# 提契诺河畔卡尔博纳拉
提契诺河畔卡尔博纳拉（義大利語：Carbonara al Ticino）是意大利帕维亚省的一个市镇。总面积14平方公里，人口1552人，人口密度110.9人/平方公里（2009年）。国家统计（ISTAT）代码为018030。